# Filiz Hyusmenova
Filiz Hakaeva Hyusmenova (en bulgare Филиз Хюсменова), née le 10 juin 1966 à Silistra, est une femme politique bulgare issue de la minorité turque, membre du Mouvement des droits et des libertés (DPS).
Elle est députée européenne de janvier 2007 à juillet 2019 et députée de Varna depuis 2023.

## Biographie
Après un diplôme de langues et littératures française et russe à l'université Saints-Cyrille-et-Méthode de Veliko Tarnovo, elle devient assistante de français à la faculté de pédagogie de l'université de Roussé (1990) et spécialiste en langues étrangères auprès de l'inspectorat régional du ministère de l'éducation et des sciences, à Silistra (1997). 
Adjointe au maire de la municipalité de Silistra (1999), elle est vice-gouverneur régional de la municipalité de Silistra (2001), puis ministre sans portefeuille (2003-2005). Élue députée pour Silistra en 2005 (40e législature). Elle est depuis 2006, membre du bureau exécutif central du Mouvement des droits et des libertés. Elle devient député européen en janvier 2007. Elle siège alors au sein de l'Alliance des démocrates et des libéraux pour l'Europe.